# Yumbilla-vízesés
A Peruban található, 896 méter magas Yumbilla-vízesés (spanyolul: Catarata Yumbilla) a világ egyik legmagasabb vízesése. Nevének jelentése a helyi emberek szerint szerelmes szív. A legújabb kutatások, amelyek kiderítették, hogy a vízesés pontosan mekkora, azt is megmutatták, hogy a víz a még ismeretlen hosszúságú Szent Ferenc-barlangból ered.
A vízesés Peru északi részén található az Andok hegységben, közvetlenül az Utcubamba folyó jobb partján, közigazgatásilag Amazonas megye Bongará tartományának Cuispes körzetéhez tartozik. Látogatása a májustól novemberig tartó időszakban javasolt. A megyeszékhelyről, Chachapoyas városából autóval egy óra alatt közelíthető meg a helyszín, de innen, Cuispes faluból még háromnegyed órányi gyalogút megtétele szükséges egy viszonylag sík terepen haladó ösvényen, hogy elérjük a négy részből álló vízesés első tagját. Korán reggel érkezve vörös szirtimadarak, késő este éjimajmok pillanthatók meg könnyedén az út során. A vízben fürdésre is lehetőség van. A vízesés következő két szakasza meglátható a közelből, de a másodikhoz egy újabb ösvényen kell továbbhaladni, a harmadikat pedig nehéz megközelíthetősége miatt szinte senki sem látogatja. A negyedik szakasz távolról pillantható meg.

## Képek

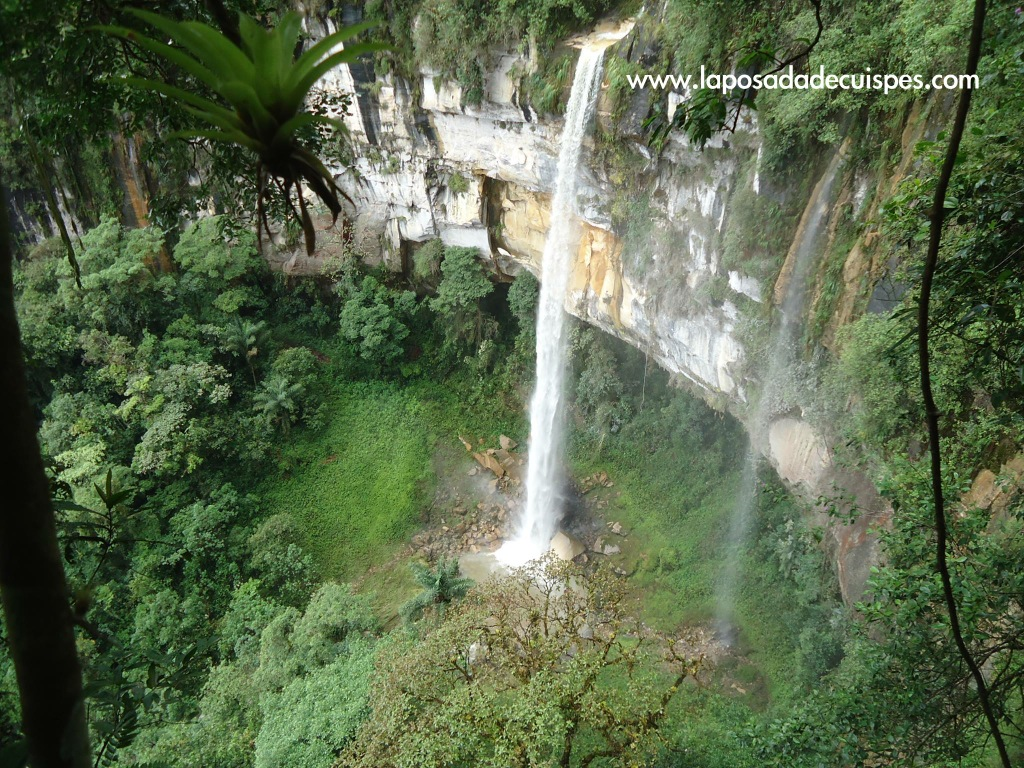
A vízesés
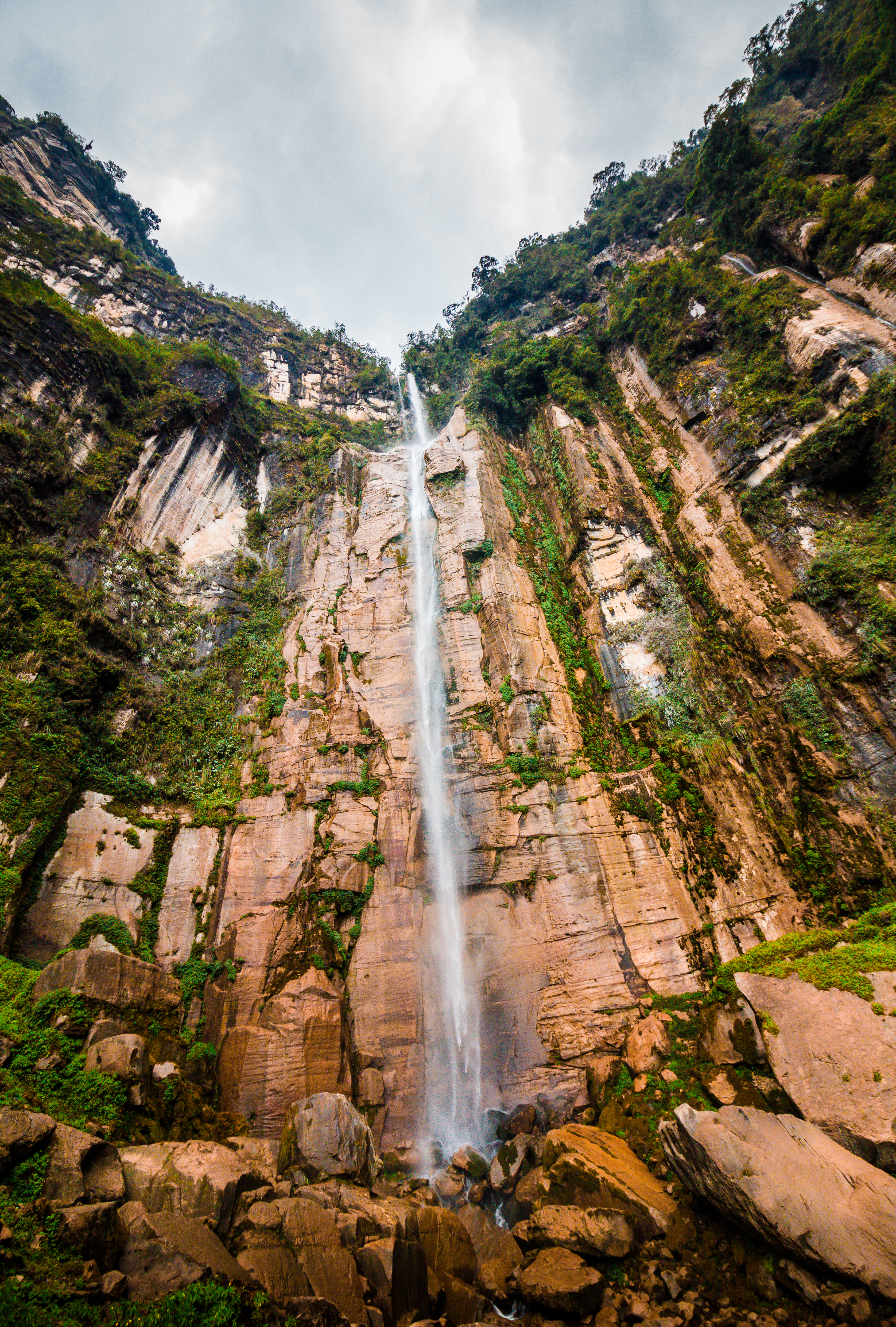
A vízesés
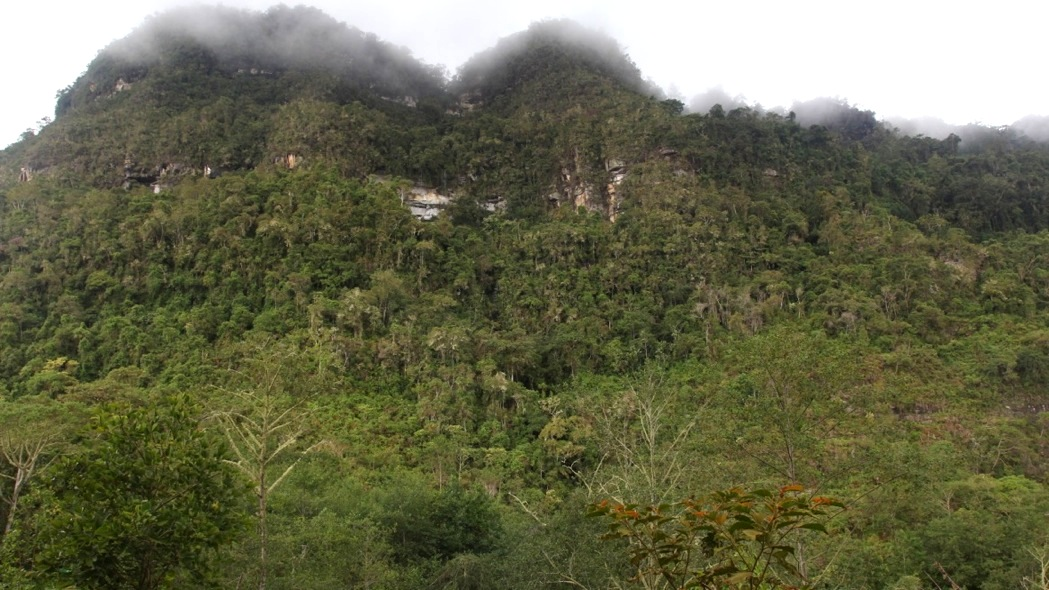
A közeli esőerdő